# 前655年
| 千纪： | 前1千纪 |
| 世纪： | 前8世纪 \| 前7世纪 \| 前6世纪 |
| 年代： | 前680年代 \| 前670年代 \| 前660年代 \| 前650年代 \| 前640年代 \| 前630年代 \| 前620年代                                                                                               |
| 年份： | 前660年 \| 前659年 \| 前658年 \| 前657年 \| 前656年 \| 前655年 \| 前654年 \| 前653年 \| 前652年 \| 前651年 \| 前650年                                                                 |
| 纪年： | 周惠王二十二年 魯僖公五年 齊桓公三十一年 晉献公二十二年 秦穆公五年 宋桓公二十七年 楚成王十七年 衛文公五年 陳宣公三十八年 蔡穆侯二十年 曹昭公七年 郑文公十八年 燕襄公三年 杞德公十八年 |

## 大事记
- 晉假途滅虢之戰，中國的晉滅掉虢，稍後滅掉虞。
- 齊桓公組織首止之會。魯僖公、宋桓公、陳宣公、衛文公、鄭文公、許僖公和曹昭公參加。會上諸侯會見了周王太子鄭（後來的周襄王），周惠王不滿，命鄭文公叛齊桓公。導致了齊桓公率領的諸侯軍和鄭國的戰爭。